# For Love, Life and Riches
For Love, Life and Riches è un cortometraggio muto del 1912 diretto da Frank Montgomery.

## Produzione
Il film fu prodotto dalla Bison Motion Pictures.

## Distribuzione
Distribuito dall'Universal Film Manufacturing Company, il film - un cortometraggio di una bobina - uscì nelle sale cinematografiche degli Stati Uniti il 27 agosto 1912. Nel Regno Unito fu distribuito l'11 dicembre dello stesso anno dall'Invicta Film Company.